# Bru (etnia)
Los bru o reang son un pueblo del subcontinente indio, habitan en los estados de Mizoram y Tripura, que dice ser descendiente de Bruha, que emigró desde Chittagong Hill Tracts. 
Se dividen en dos clanes principales: Molsoi y Meska, subdivididos en una docena de subgrupos, uno de los cuales llevaba originalmente el nombre de reang, que finalmente se extendió a todo el pueblo. Dicen ser la segunda etnia de Tripura. En Mizoram, donde se les llama tuituk, eran apenas un millar en 1961 y diez mil en 1971, pero luego la emigración desde Tripura se incrementó y ahora dicen ser 85.000, aunque las autoridades manipuríes rebajan su número a 35.000.
Los Reang alegaron el no reconocimiento de su cultura en Mizoram y tres jóvenes ilustrados —Sawibunga, un graduado de la NEHU, Lalrinthangga, un estudiante, y Ramawia, un profesor de primaria— decidieron formar la Reang Peoples Union (RPU) en septiembre de 1989 formulando ciertas demandas al gobierno de Mizoram (programas de radio, reserva de algunos empleos públicos, y nombramiento de un Reang en la Asamblea Legislativa). Cuando Mizoram se convirtió en Territorio de la Unión, dos líderes Reang, Zoduha y Lalnunzira, fueron nombrados legisladores. La RPU fue rebautizada Bru Socio-Cultural Association (BSCA) en diciembre de 1989, y solicitaron la inclusión de los Reang en la lista de minorías tribales. La BSCA creó una plataforma política en junio de 1990, la Reang Democratic Convention (RDC), con Sawibunga como presidente, preconizando la promoción y preservación de la cultura Bru, las costumbres, la lengua y un desarrollo económico. En alianza con organizaciones Reang de Tripura, se unificó la denominación nacional que más tarde pasó a ser Bru. La RDC se convirtió posteriormente en el Reang Democratic Party. En 1992 en las elecciones de distrito, participaron dos líderes reang, y uno de ellos, Chandra Mohan, fue elegido. Como su alianza al Congreso no les era beneficiosa, en 1993 se aliaron a los chakmas, con los que se integraron en el Bharatiya Janata Party, pero los candidatos de estas etnias en el BJP no fueron elegidos. Las autoridades de Mizoram acusaban a los Chakmas de emigrar desde Bangladesh y a los Reang desde Tripura y Asam, especialmente el Mizo Zirlai Pawl, ala juvenil del Mizo National Front. En diciembre de 1994 Sawibunga fundó la Bru National Union (BNU). Cuando una zona poblada de Reangs fue declarada por el gobierno del estado de Mizoram como zona protegida (reserva de tigres) algunos jóvenes tomaron las armas y dieron muerte a un oficial mizo cerca de Persang, provocando las represalias de los mizos, que incendiaron algunos pueblos reang lo que llevó a un éxodo de unas 35.000 personas hacia Tripura. Políticamente la BNU solicitó la creación de una Consejo Autónomo de Distrito, propuesta apoyada por la otra organización de los Reang, la Reang Democratic Convention Party (RDCP), pero la propuesta fue rechazada y se produjeron hostiles declaraciones de la Mizo Zirlai Pawl (MZP) y la Young Mizo Association (YMA). En 1997 se formó el Bru National Liberation Front, liderado por Thang Masha, que actúa en Mizoram (distritos de Mamit y Lunglei), Tripura (distrito de Tripura del Norte, subdivisión de Kanchanpur) y Assam (distrito de Hailakandi). Tras una alianza con el Frente Nacional de Liberación de Twipra, estalló un conflicto entre ambos grupos con fuertes pérdidas en el BNLF, que buscó después la alianza del ULFA (Assam) y del Consejo Nacional Socialista de Nagalim. En el 2001 inició negociaciones con el gobierno de Mizoram pidiendo un distrito autónomo que el gobierno del estado se niega a conceder.